# 托马斯·盖福德
托马斯·盖福德（英語：Thomas Gayford，1928年11月21日—），加拿大男子马术运动员。他曾代表加拿大参加1952年、1960年和1968年夏季奥林匹克运动会马术比赛，获得一枚金牌。